# French Kiss (film)
French Kiss è un film commedia romantica del 1995, diretto da Lawrence Kasdan e scritto da Adam Brooks.

## Trama
Kate è una giovane statunitense in attesa di ottenere la cittadinanza canadese e vive a Toronto con il fidanzato Charlie. Quando Charlie si trasferisce a Parigi per motivi di lavoro, Kate resta in Canada poiché ha una paura folle degli aerei e non può spostarsi dal paese finché non avrà ottenuto la cittadinanza. Poco tempo dopo, da Parigi riceve una telefonata da Charlie che le dice di essersi innamorato di una francese, Juliette, e di non avere più intenzione di tornare a casa. Disperata e decisa a riconquistare il suo fidanzato, Kate trova il coraggio di prendere un aereo e parte per Parigi.
Durante il volo fa la conoscenza di Luc, un ladro che sta tentando di trasportare una collana rubata che intende rivendere per ricavarne il denaro necessario ad acquistare il terreno per coltivare un vitigno tutto suo. Luc nasconde la collana (celata in una piccola pianta di vite) nella borsa della ragazza e le offre un passaggio fino all'albergo del fidanzato. Inseguita da Luc, Kate invece prende un taxi e giunge all'Hotel George V. Vedendo Charlie baciare la bella Juliette, Kate sviene e viene derubata da un altro ladro, Bob. Luc porta Kate da Bob per recuperare la borsa ma il ladro ha già rivenduto tutto il contenuto, ad eccezione della piantina di vite. Luc si riprende la pianta e Kate, capendo che lui è un ladro e che finora l'ha solo usata, lo abbandona per andare all'ambasciata americana e tentare di tornare a Toronto.
Non essendo più cittadina americana e non ancora canadese, le due rispettive ambasciate rifiutano di aiutarla e Kate non ha posto dove andare. Nel frattempo Luc si accorge che nella pianta non c'è più la collana, che probabilmente è rimasta nella borsa di Kate. Luc ritrova Kate in procinto di prendere un treno per Cannes, dove sa che Charlie incontrerà i genitori di Juliette. Intanto la polizia, al corrente della vicenda della collana, sta cercando Luc, ma ne perde le tracce poco prima che lui prenda il treno con Kate. Durante il viaggio Kate si sente male e i due devono scendere dal treno, proprio nel luogo dove è nato e cresciuto Luc, che così riallaccia dopo molto tempo i rapporti con la famiglia e racconta a Kate la sua storia personale e i suoi progetti futuri. Luc, pur non avendo ritrovato la collana nella borsa di Kate, si offre comunque di aiutarla a riconquistare Charlie, ma Kate gli rivela che la collana è al sicuro e che potrà quindi comprarsi il vigneto.
Giunti a Cannes, Kate viene avvicinata dall'ispettore Cardon, che le promette di non arrestare Luc se lei restituirà la collana in forma anonima entro ventiquattro ore. Kate si reca quindi alla gioielleria Cartier, dove la aspetta il poliziotto, dopodiché dà a Luc tutti i suoi soldi, fingendo che siano quelli che la gioielleria le ha dato per la collana. Pur essendo riuscita a far ingelosire Charlie, Kate capisce di non amarlo più e lo lascia. Luc, d'altronde, si rende conto di essere innamorato di Kate e la raggiunge in aeroporto per chiederle di restare con lui in Francia; lei, che ormai non ha più paura di volare, accetta e i due vanno a vivere insieme nella tenuta agricola di lui.

## Colonna sonora
- Nella colonna sonora sono presenti alcuni brani di artisti italiani, tra cui Via con me di Paolo Conte, un sottofondo di Chi siamo noi, sempre di Conte, e Without a Woman di Zucchero Fornaciari.